# Адамюк Володимир Михайлович
Володи́мир Миха́йлович Адамю́к (нар. 17 липня 1991, Сівка-Калуська, Калуський район) — український футболіст, центральний захисник львівських «Карпат».

## Кар'єра

### Початок кар'єри і «Кримтеплиця»
Кар'єру футболіста розпочав на теренах рідної Івано-Франківщини. Виступав за команди СДЮШОР (Калуш), ФК «Калуш» (Калуш), ФК «Тужилів» (Тужилів) і «Кроно-Карпати» (Брошнів-Осада). В турнірах чемпіонату і кубка Івано-Франківської області сезону 2012 року провів 32 матчі і забив 7 м'ячів. 1 березня 2013 року Володимир офіційно став гравцем першолігового ФК «Кримтеплиця» (Молодіжне). За команду зіграв один сезон, на полі з'являвся дев'ять разів.

### «Сталь»
З 2013 по 2015 рік був гравцем дніпродзержинської «Сталі», яку покинув офіційно вільним агентом 1 лютого 2016 року. За два роки проведених у клубі зіграв 71 матч і забив 9 м'ячів. Там він був основним центральним захисником і потрапляв у символічну збірну туру двічі. Дніпроздержинці посіли 2 місце і з-за деяких причин отримали право грати в еліті.
У Чемпіонаті України, як і його команда, дебютував у матчі проти київського «Динамо». На перших хвилинах після удару Адамюка м'яч рикошетом залетів у ворота і було зараховано автогол на Мігела Велозу.

### «Дніпро»
18 лютого того ж року стало відомо, що Адамюк підписав угоду з «Дніпром» до кінця сезону 2015/16. Дебютував за дніпрян в рамках УПЛ 16 квітня 2016 року у домашній грі проти харківського «Металіста» (5:0), провівши на полі увсесь матч. Загалом за «Дніпро» провів 31 гру в Прем'єр-лізі, забитими м'ячами не відзначився. 

### «Верес»
У липні 2017 року уклав річну угоду з рівненським «Вересом». 16 серпня того ж року зіграв першу гру за рівнян у виїзному матчі Прем'єр-ліги проти «Маріуполя» (0:0). Дебютний гол за «Верес» провів 1 жовтня 2016 року у ворота «Сталі» із Кам'янського, зрівнявши рахунок за дві хвилини до кінця гри (1:1). У сезоні 2017/18 провів за рівнян 30 матчів (усі без замін) і відзначився трьома забитими голами.
«Львів»
Після того, як «Львів» замінив «Верес» в Прем'єр-лізі перед початком сезону 2018/19 продовжив кар'єру у львівській команді. У сезоні 2018/19 став єдиним гравцем чемпіонату, який взяв участь у всіх 32 матчах Прем'єр-ліги. Крім того став автором трьох голів львів'ян у ворота суперників. 